# Джамшлу
Джамшлу (вірм. Ջամշլու) — село в марзі Арагацотн, на північному заході Вірменії.